# Symbol Leviego-Civity

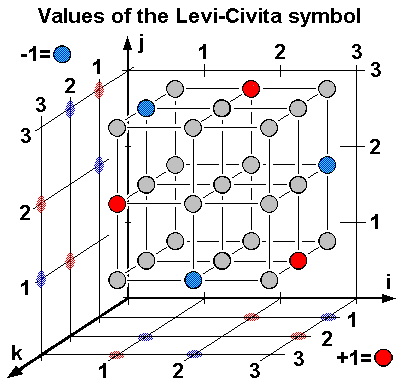
Wartości symbolu Leviego-Civity w prawoskrętnym układzie współrzędnych.

Wizualizacja symbolu Leviego-Civity jako trzech macierzy 3×3.

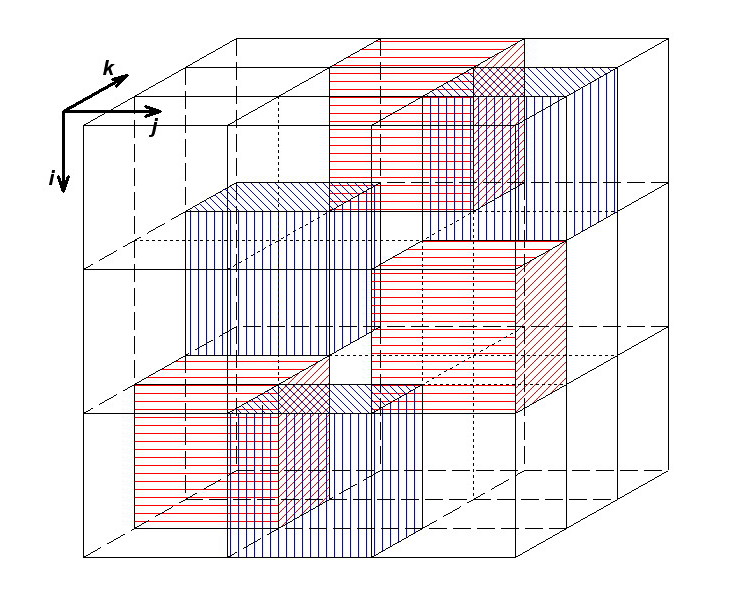
Wizualizacja symbolu Leviego-Civity dla lewoskrętnego układu współrzędnych (pusty sześcian odpowiada liczbie 0, niebieski liczbie -1 i czerwony liczbie 1).

Symbol Leviego-Civity (symbol zupełnie antysymetryczny) jest antysymetrycznym symbolem podobnym do delty Kroneckera, który jest zdefiniowany jako:
|  |  | {\displaystyle \epsilon _{ijk}={\begin{cases}0&{\mbox{gdy }}i=j{\mbox{ lub }}j=k{\mbox{ lub }}k=i\\[2pt]1&{\mbox{gdy }}ijk{\mbox{ to permutacja (i,j,k) parzysta, np. }}(1,2,3)\\[2pt]-1&{\mbox{gdy }}ijk{\mbox{ to permutacja (i,j,k) nieparzysta, np. }}(3,2,1)\end{cases}}} |  | (1) |

Symbol ten został nazwany na cześć matematyka włoskiego Tullia Leviego-Civity. Wartym wspomnienia jest fakt, iż w rachunku tensorowym stosuje się również „epsilony” z większą liczbą indeksów.
Symbol może zostać zastosowany do zapisu iloczynu wektorowego w konwencji Einsteina:
|  |  | {\displaystyle {\vec {c}}={\vec {a}}\times {\vec {b}}={\vec {e}}_{i}\epsilon _{ijk}a_{j}b_{k}} |  | (2) |

W notacji tensorowej w tej samej konwencji co poprzednio mamy natomiast:
|  |  | {\displaystyle {\vec {c}}={\vec {a}}\times {\vec {b}}=a^{j}{\vec {e}}_{j}\times b^{k}{\vec {e}}_{k}={\vec {e}}^{i}\epsilon _{ijk}a^{j}b^{k}} |  | (3) |

gdzie {\displaystyle {\vec {e}}^{i}} jest {\displaystyle i}-tym wektorem bazy kontrawariantej.
Symbol ten jest pomocny przy wyprowadzaniu skomplikowanych wzorów z operatorem nabla i umożliwia uniknięcie rozpisywania wszystkiego na pochodne cząstkowe, przykładowo w układzie kartezjańskim symbol Leviego-Civity jest wielkością stałą, którego wartość jest zależna od trzech indeksów według przedstawienia (1).

## Związek symboli Leviego-Civity z symbolami Kroneckera
Niech mamy podwójny iloczyn wektorowy napisanej jako wzór w punkcie (podwójny iloczyn wektorowy-8) i zdefiniujmy wektory bazy kartezjańskiej prostokątnego układu współrzędnych wedle następującego sposobu:
|  |  | {\displaystyle {\vec {e}}_{1}=(1,0,0),{\vec {e}}_{2}=(0,1,0),{\vec {e}}_{3}=(0,0,1)} |  | (4) |

Wtedy odpowiedniki wektorów występującej we wspomnianym wzorze na podwójny iloczyn wektorowy są w postaci:
|  |  | {\displaystyle {\vec {a}}={\vec {e}}_{i},{\vec {b}}={\vec {e}}_{j},{\vec {c}}={\vec {e}}_{k}} |  | (5) |

Wektory (5) możemy podstawić do wspomnianego powyżej wzoru, wtedy mamy:
|  |  | {\displaystyle {\vec {e}}_{i}\times ({\vec {e}}_{j}\times {\vec {e}}_{k})={\vec {e}}_{j}\cdot ({\vec {e}}_{i}\cdot {\vec {e}}_{k})-{\vec {e}}_{k}\cdot ({\vec {e_{i}}}\cdot {\vec {e}}_{j})} |  | (6) |

Ponieważ wektory (4) są wektorami bazy kartezjańskiej, zatem wedle wzoru (2) możemy napisać:
|  |  | {\displaystyle {\vec {e}}_{i}\times {\vec {e}}_{j}={\vec {e}}_{p}\epsilon _{pij}} |  | (7) |

Jeśli wykorzystamy związek (7), i że wektory (4) są ortonormalne, wtedy przy pomocy symboli Leviego-Civity i symboli Kroneckera równość wynikająca z (6) możemy napisać następująco:
|  |  | {\displaystyle \epsilon _{pil}\epsilon _{ljk}=\delta _{pj}\delta _{ik}-\delta _{pk}\delta _{ij}} |  | (8) |

## Zastosowanie symbolu Leviego-Civity w przykładach
Aby pokazać zastosowania symbolu Leviego-Civity udowodnijmy dla przykładu dwa poniższe twierdzenia:
|  |  | {\displaystyle \nabla \times (f{\vec {a}})=(\nabla f)\times {\vec {a}}+f(\nabla \times {\vec {a}})} |  | (9) |

|  |  | {\displaystyle \nabla ({\vec {a}}\times {\vec {b}})={\vec {b}}(\nabla \times {\vec {a}})-{\vec {a}}(\nabla \times {\vec {b}})} |  | (10) |

Dowód twierdzenia (9) opiera się na własnościach operatora ∇, czyli korzystamy w tym przypadku z twierdzenia o pochodnej iloczynu.
{\displaystyle {\begin{aligned}\nabla \times (f{\vec {a}})&=\epsilon _{ijk}{\vec {e}}_{i}{\frac {\partial }{\partial x_{j}}}(fa_{k})\\&=\epsilon _{ijk}{\vec {e}}_{i}{\frac {\partial f}{\partial x_{j}}}a_{k}+f\epsilon _{ijk}{\vec {e}}_{i}{\frac {\partial }{\partial x_{j}}}a_{k}\\&=(\nabla f)\times {\vec {a}}+f(\nabla \times {\vec {a}}).\end{aligned}}}
Dowód twierdzenia (10) też opiera się na własnościach operatora ∇, czyli korzystamy w tym przypadku z twierdzenia o pochodnej iloczynu, a także rozwinięcia iloczynu skalarnego poprzez wzór (3).
{\displaystyle {\begin{aligned}\nabla ({\vec {a}}\times {\vec {b}})&={\vec {e}}_{i}{\frac {\partial }{\partial x_{i}}}(\epsilon _{jkl}{\vec {e}}_{j}a_{k}b_{l})\\&={\vec {e}}_{i}{\vec {e}}_{j}\epsilon _{jkl}{\frac {\partial }{\partial x_{i}}}(a_{k}b_{l})\\&=\delta _{ij}\epsilon _{jkl}({\frac {\partial a_{k}}{\partial x_{i}}}b_{l}+a_{k}{\frac {\partial b_{l}}{\partial x_{i}}})\\&=\epsilon _{ikl}{\frac {\partial a_{k}}{\partial x_{i}}}b_{l}+\epsilon _{ikl}a_{k}{\frac {\partial b_{l}}{\partial x_{i}}}\\&=b_{l}\delta _{jl}\epsilon _{ikj}{\frac {\partial a_{k}}{\partial x_{i}}}+a_{k}\delta _{jk}\epsilon _{ijl}{\frac {\partial b_{l}}{\partial x_{i}}}\\&=b_{l}{\vec {e}}_{l}{\vec {e}}_{j}\epsilon _{ikj}{\frac {\partial a_{k}}{\partial x_{i}}}+a_{k}{\vec {e}}_{k}{\vec {e}}_{j}\epsilon _{ijl}{\frac {\partial b_{l}}{\partial x_{i}}}\\&=b_{l}{\vec {e}}_{l}\epsilon _{jik}{\vec {e}}_{j}{\frac {\partial }{\partial x_{i}}}a_{k}-a_{k}{\vec {e}}_{k}\epsilon _{jil}{\vec {e}}_{j}{\frac {\partial }{\partial x_{i}}}b_{l}\\&={\vec {b}}(\nabla \times {\vec {a}})-{\vec {a}}(\nabla \times {\vec {b}}).\end{aligned}}}

## Przykłady
- {\displaystyle \epsilon _{112}=0,} z powodu powtarzającej się wartości indeksu (wystarczy wziąć {\displaystyle i=1} oraz {\displaystyle j=2} w powyższej definicji),
- {\displaystyle \epsilon _{123}=1,} gdyż {\displaystyle (1,2,3)} jest parzystą permutacją {\displaystyle (1,2,3),}
- {\displaystyle \epsilon _{312}=1,} gdyż {\displaystyle (3,1,2),} jest parzystą permutacją {\displaystyle (1,2,3),}
- {\displaystyle \epsilon _{213}=-1,} gdyż {\displaystyle (2,1,3),} jest nieparzystą permutacją {\displaystyle (1,2,3).}